# اورزمان
آورزمان روستایی از توابع بخش سامن شهرستان ملایر در استان همدان ایران است.

## جمعیت
این روستا در دهستان آورزمان قرار دارد و براساس سرشماری مرکز آمار ایران در سال ۱۳۹۵، جمعیت آن ۱۶۲۱ نفر (۵۶۳خانوار) بوده‌است.